# A-3 (Spanje)
De A-3 of Autovía del Este (Valenciaans: Autovia de l'Est) is een Spaanse autovía die begint in bij de M-30 in Madrid en eindigt bij de V-30 in Valencia.

## Gedeelten
| Sectie | Van                 | Naar                | Lengte    | Bebording |
| ------ | ------------------- | ------------------- | --------- | --------- |
| 1      | Madrid              | Rivas-Vaciamadrid   | 22,38 km  | A-3       |
| 2      | Rivas-Vaciamadrid   | Arganda del Rey     | 5,43 km   | A-3       |
| 3      | Arganda del Rey     | Tarancón            | 59,59 km  | A-3       |
| 4      | Tarancón            | Motilla del Palanca | 130,67 km | A-3       |
| 5      | Motilla del Palanca | Utiel               | 69,23 km  | A-3       |
| 6      | Utiel               | Requena             | 14,54 km  | A-3       |
| 7      | Requena             | Valencia            | 67,56 km  | A-3       |

## Steden langs de route
- Madrid
- Arganda del Rey
- Tarancón
- Utiel
- Requena
- Buñol
- Cheste
- Valencia